# Liste des ministres allemandes
Cette liste des ministres allemandes recense, par cabinet, toutes les femmes qui ont été membre d'un gouvernement, depuis les années 1950. Elles constituent au début des exceptions au sein de la vie politique allemande.

## Cabinets Adenauer (1949-1963)

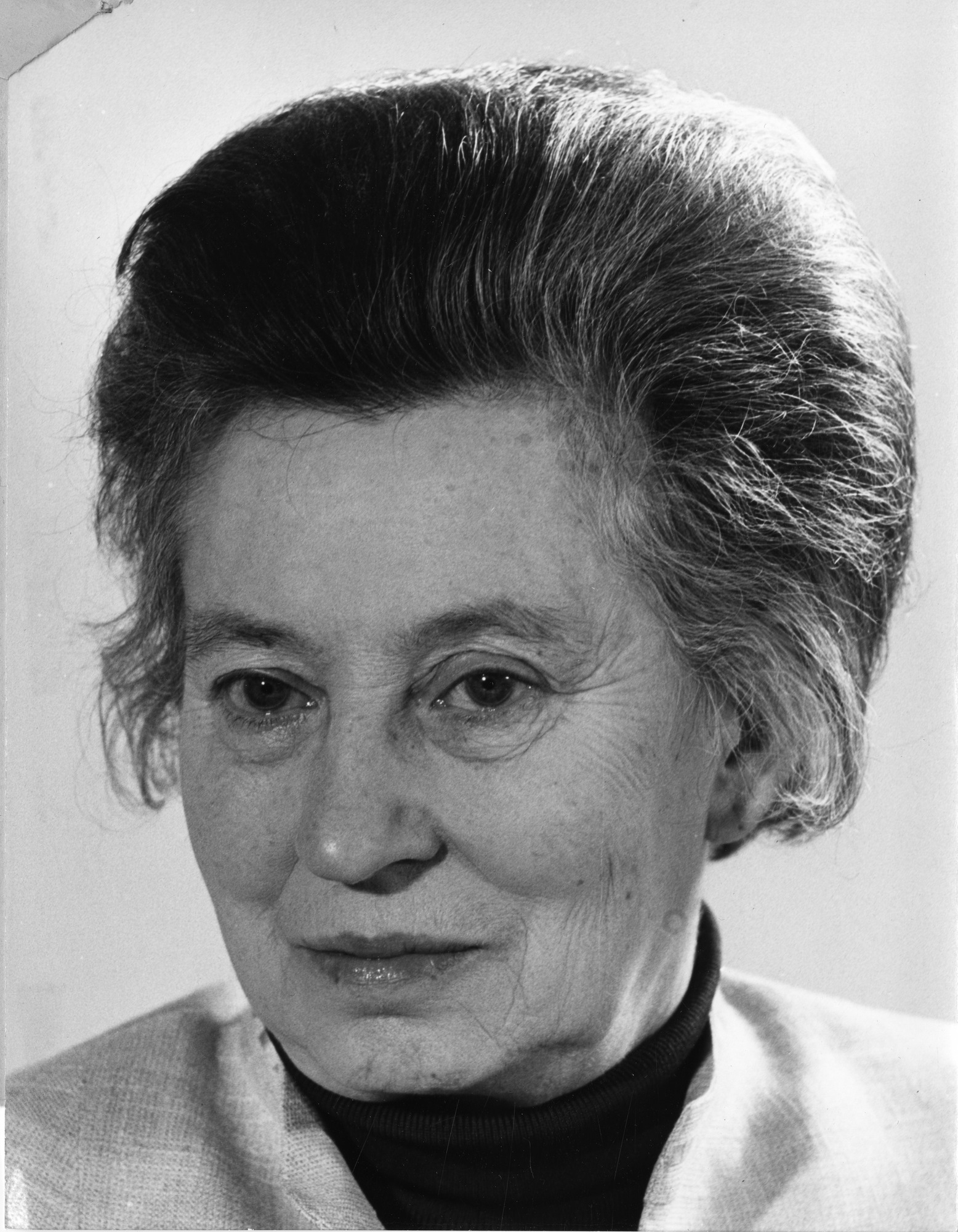
Elisabeth Schwarzhaupt, ministre de la Santé est la première femme membre du gouvernement.

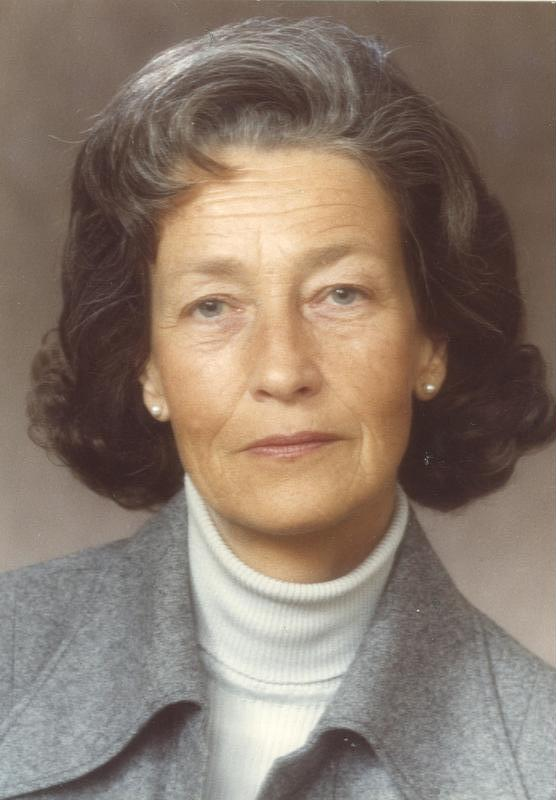
Katharina Focke est ministre de la Famille entre 1972 et 1976.

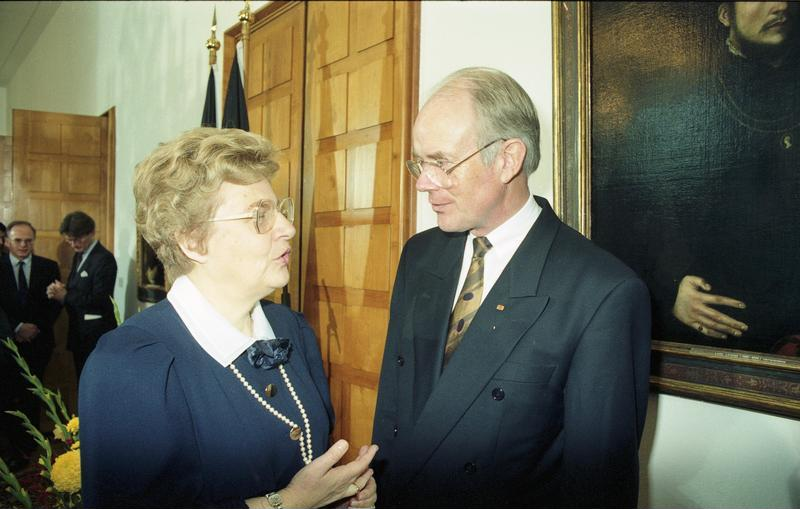
Dorothee Wilms est la première ministre à déternir successivement deux portefeuilles différents (Éducation puis Relations intra-allemandes).

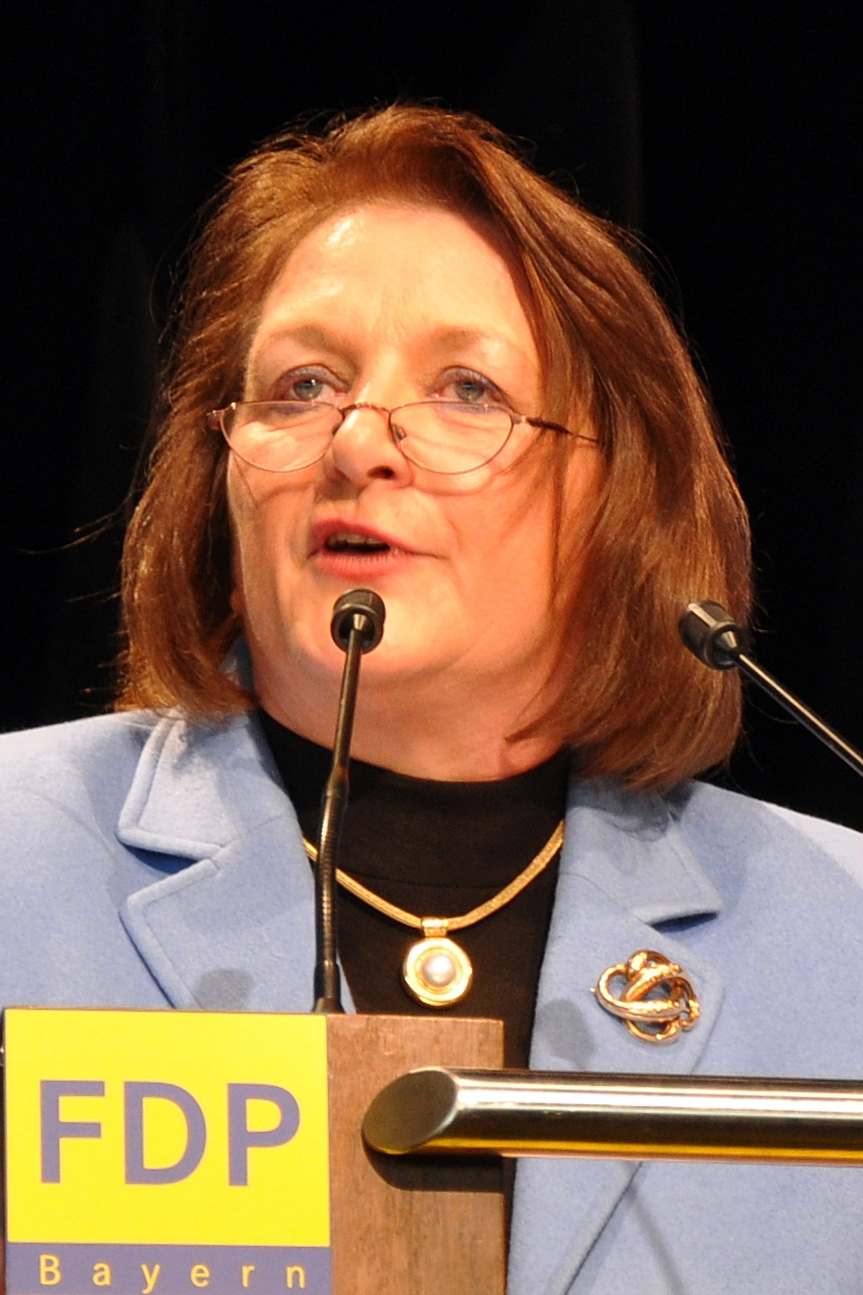
Sabine Leutheusser-Schnarrenberger est la première femme à détenir un ministère régalien (Justice).

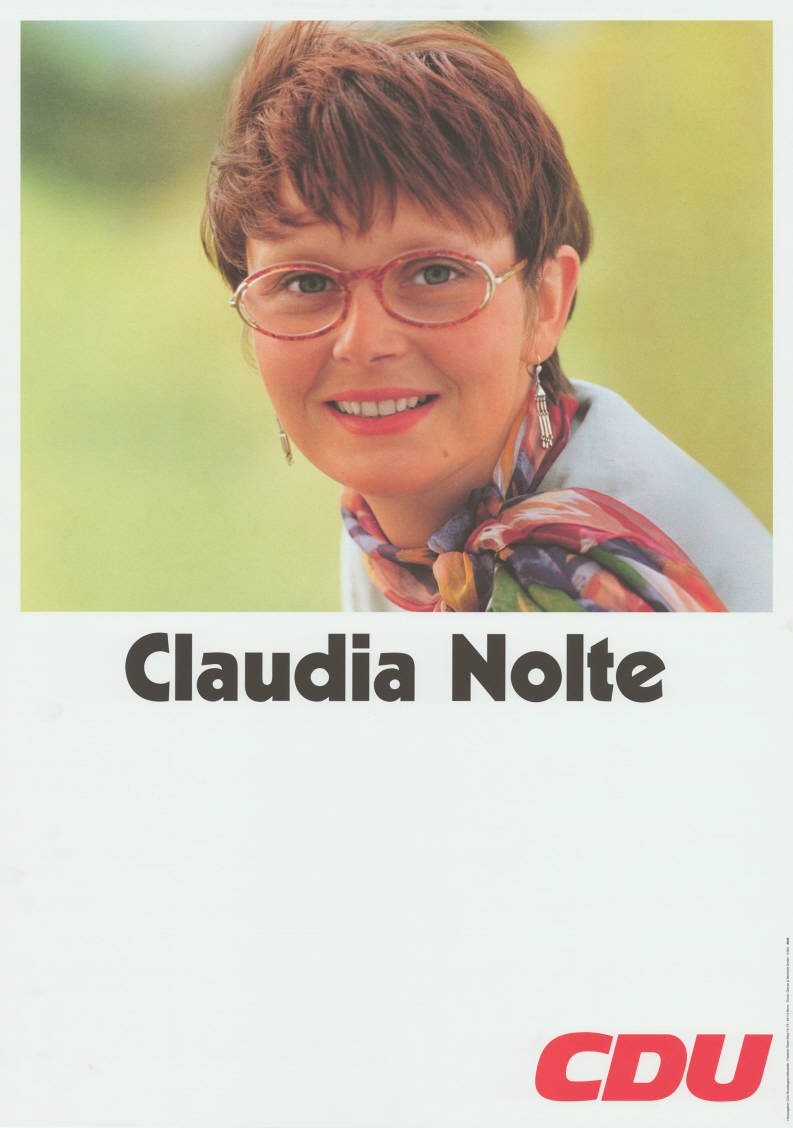
Claudia Nolte, ministre de la Famille entre 1994 et 1998 est à ce jour la plus jeune ministre à avoir été nommée (28 ans lors de sa nomination).

- Elisabeth Schwarzhaupt (1901-1986)
  - Ministre des Affaires sanitaires du 14 novembre 1961 au 30 novembre 1966.

## Cabinets Erhard (1963-1966)
- Elisabeth Schwarzhaupt (1901-1986)
  - Ministre des Affaires sanitaires du 14 novembre 1961 au 30 novembre 1966.

## Cabinet Kiesinger (1966-1969)
- Aenne Brauksiepe (1912-1997)
  - Ministre de la Jeunesse et de la Famille du 16 octobre 1968 au 21 octobre 1969.
- Käte Strobel (1907-1996)
  - Ministre des Affaires sanitaires du 30 novembre 1966 à 1969.

## Cabinets Brandt (1969-1974)
- Käte Strobel (1907-1996)
  - Ministre de la Jeunesse, de la Famille et de la Santé du 22 octobre 1969 au 15 décembre 1972.
- Katharina Focke (1922-2016)
  - Ministre de la Jeunesse, de la Famille et de la Santé du 15 décembre 1972 au 14 décembre 1976.

## Cabinets Schmidt (1974-1982)
- Antje Huber (1924-2015)
  - Ministre de la Jeunesse, de la Famille et de la Santé du 16 décembre 1976 au 7 avril 1982.
- Marie Schlei (1919-1983)
  - Ministre de la Coopération économique du 16 décembre 1976 au 16 février 1978.
- Anke Fuchs (1937-2019)
  - Ministre de la Jeunesse, de la Famille et de la Santé du 28 avril 1982 au 1er octobre 1982.

## Cabinets Kohl (1982-1998)
- Dorothee Wilms (1929-)
  - Ministre de l'Éducation et de la Science du 4 octobre 1982 au 12 mars 1987.
  - Ministre des Relations intra-allemandes du 12 mars 1987 au 18 janvier 1991.
- Rita Süssmuth (1937-)
  - Ministre de la Jeunesse, de la Famille et de la Santé du 26 septembre 1985 au 9 décembre 1988.
- Ursula Lehr (1930-2022)
  - Ministre de la Jeunesse, de la Famille, des Femmes et de la Santé du 9 décembre 1988 au 18 janvier 1991.
- Gerda Hasselfeldt (1950-)
  - Ministre de l'Aménagement du territoire, de la Construction et de l'Urbanisme du 21 avril 1989 au 18 janvier 1991.
  - Ministre de la Santé du 18 janvier 1991 au 6 mai 1992.
- Sabine Bergmann-Pohl (1946-)
  - Ministre avec attributions spéciales du 3 octobre 1990 au 18 janvier 1991.
- Sabine Leutheusser-Schnarrenberger (1951-)
  - Ministre de la Justice du 18 mai 1992 au 17 janvier 1996.
- Hannelore Rönsch (1942-)
  - Ministre de la Famille et des Personnes âgées du 18 janvier 1991 au 17 novembre 1994.
- Angela Merkel (1954-)
  - Ministre des Femmes et de la Jeunesse du 18 janvier 1991 au 17 novembre 1994.
  - Ministre de l'Environnement, de la Protection de la nature et de la Sécurité nucléaire du 17 novembre 1994 au 27 octobre 1998.
- Irmgard Schwaetzer (1942-)
  - Ministre de l'Aménagement du territoire, de la Construction et de l'Urbanisme du 18 janvier 1991 au 17 novembre 1994.
- Claudia Nolte (1966-)
  - Ministre de la Famille, des Personnes âgées, des Femmes et de la Jeunesse du 17 novembre 1994 au 27 octobre 1998.

## Cabinets Schröder (1998-2005)
- Herta Däubler-Gmelin (1943-)
  - Ministre de la Justice du 27 octobre 1998 au 22 octobre 2002.
- Renate Künast (1955-)
  - Ministre de la Protection des consommateurs, de l'Alimentation et de l'Agriculture du 12 janvier 2001 au 4 octobre 2005.
- Christine Bergmann (1939-)
  - Ministre de la Famille, des Personnes âgées, des Femmes et de la Jeunesse du 27 octobre 1998 au 22 octobre 2002.
- Andrea Fischer (1960-)
  - Ministre de la Santé du 27 octobre 1998 au 9 janvier 2001.
- Ulla Schmidt (1949-)
  - Ministre de la Santé du 12 janvier 2001 au 28 octobre 2009.
- Edelgard Bulmahn (1951-)
  - Ministre de l'Éducation et de la Recherche du 27 octobre 1998 – 18 octobre 2005.
- Heidemarie Wieczorek-Zeul (1942-)
  - Ministre de la Coopération économique et du Développement du 27 octobre 1998 au 28 octobre 2009.
- Brigitte Zypries (1953-)
  - Ministre de la Justice du 22 octobre 2002 au 28 octobre 2009.
- Renate Schmidt (1943-)
  - Ministre de la Famille, des Personnes âgées, des Femmes et de la Jeunesse du 22 octobre 2002 au 18 octobre 2005.

## Cabinets Merkel (2005-2021)
- Brigitte Zypries (1953-)
  - Ministre de la Justice du 22 octobre 2002 au 28 octobre 2009.
  - Ministre de l'Économie et de l'Énergie du 27 janvier 2017 au 14 mars 2018.
- Ulla Schmidt (1949-)
  - Ministre de la Santé du 12 janvier 2001 au 28 octobre 2009.
- Heidemarie Wieczorek-Zeul (1942-)
  - Ministre de la Coopération économique et du Développement du 27 octobre 1998 au 28 octobre 2009.
- Annette Schavan (1955-)
  - Ministre de l'Éducation et de la Recherche du 22 novembre 2005 au 14 février 2013.
- Ilse Aigner (1964-)
  - Ministre de l'Alimentation, de l'Agriculture et de la Protection des consommateurs entre le 31 octobre 2008 et le 17 décembre 2013.
- Sabine Leutheusser-Schnarrenberger (1951-)
  - Ministre de la Justice du 28 octobre 2009 au 17 décembre 2013.
- Kristina Schröder (1977-)
  - Ministre de la Famille, des Personnes âgées, des Femmes et de la Jeunesse entre le 30 novembre 2009 et le 17 décembre 2013.
- Manuela Schwesig (1974-)
  - Ministre de la Famille, des Personnes âgées, des Femmes et de la Jeunesse du 17 décembre 2013 au 2 juin 2017.
- Andrea Nahles (1970-)
  - Ministre du Travail et des Affaires sociales du 17 décembre 2013 au 27 septembre 2017.
- Johanna Wanka (1951-)
  - Ministre de l'Éducation et de la Recherche du 14 février 2013 au 14 mars 2018.
- Barbara Hendricks (1952-)
  - Ministre de l'Environnement, de la Protection de la Nature, des Travaux publics et de la Sécurité nucléaire du 17 décembre 2013 au 14 mars 2018.
- Katarina Barley (1968-)
  - Ministre de la Famille, des Personnes âgées, des Femmes et de la Jeunesse du 2 juin 2017 au 12 mars 2018.
  - Ministre de la Justice et de la Protection du consommateur du 12 mars 2018 au 27 juin 2019.
- Ursula von der Leyen (1958-)
  - Ministre de la Famille, des Personnes âgées, des Femmes et de la Jeunesse du 22 novembre 2005 au 27 novembre 2009.
  - Ministre du Travail et des Affaires sociales du 28 octobre 2009 au 17 décembre 2013.
  - Ministre de la Défense du 17 décembre 2013 au 17 juillet 2019.
- Franziska Giffey (1978-)
  - Ministre de la Famille, des Personnes âgées, des Femmes et de la Jeunesse du 12 mars 2018 au 19 mai 2021.
- Julia Klöckner (1972-)
  - Ministre de l'Alimentation et de l'Agriculture du 12 mars 2018 au 8 décembre 2021.
- Svenja Schulze (1968-)
  - Ministre de l'Environnement, de la Protection de la Nature et de la Sécurité nucléaire du 12 mars 2018 au 8 décembre 2021.
- Anja Karliczek (1971-)
  - Ministre de l'Éducation et de la Recherche du 12 mars 2018 au 8 décembre 2021.
- Christine Lambrecht (1965-)
  - Ministre de la Justice et de la Protection du consommateur du 27 juin 2019 au 8 décembre 2021.
  - Ministre de la Famille, des Personnes âgées, des Femmes et de la Jeunesse du 19 mai 2021 au 8 décembre 2021.
- Annegret Kramp-Karrenbauer (1962-)
  - Ministre de la Défense du 17 juillet 2019 au 8 décembre 2021.

## Cabinet Scholz (2021-2025)
- Nancy Faeser (1970-)
  - Ministre de l'Intérieur entre le 8 décembre 2021 et le 6 mai 2025.
- Annalena Baerbock (1980-)
  - Ministre des Affaires étrangères entre le 8 décembre 2021 et le 6 mai 2025.
- Christine Lambrecht (1965-)
  - Ministre de la Défense entre le 8 décembre 2021 et le 19 janvier 2023.
- Anne Spiegel (1965-)
  - Ministre de la Famille, des Personnes âgées, des Femmes et de la Jeunesse entre le 8 décembre 2021 et le 11 avril 2022.
- Bettina Stark-Watzinger (1968-)
  - Ministre de l'Éducation et de la Recherche entre le 8 décembre 2021 et le 7 novembre 2024.
- Steffi Lemke (1968-)
  - Ministre de l'Environnement, de la Protection de la Nature, de la Sécurité nucléaire et de la Protection des consommateurs entre le 8 décembre 2021 et le 6 mai 2025.
- Svenja Schulze (1968-)
  - Ministre de la Coopération économique et du Développement entre le 8 décembre 2021 et le 6 mai 2025.
- Klara Geywitz (1976-)
  - Ministre du Logement, du Développement urbain et des Travaux publics entre le 8 décembre 2021 et le 6 mai 2025.
- Lisa Paus (1968-)
  - Ministre de la Famille, des Personnes âgées, des Femmes et de la Jeunesse entre le 25 avril 2022 et le 6 mai 2025.

## Cabinet Merz (depuis 2025)
- Katherina Reiche (1973-)
  - Ministre de l'Économie et de l'Énergie depuis le 6 mai 2025.
- Dorothee Bär (1978-)
  - Ministre de la Recherche, de la Technologie et de l'Espace depuis le 6 mai 2025.
- Stefanie Hubig (1968-)
  - Ministre de la Justice et de la Protection des consommateurs depuis le 6 mai 2025.
- Karin Prien (1965-)
  - Ministre de l'Éducation, de la Famille, des Personnes âgées, des Femmes et de la Jeunesse depuis le 6 mai 2025.
- Bärbel Bas (1968-)
  - Ministre du Travail et des Affaires sociales depuis le 6 mai 2025.
- Nina Warken (1979-)
  - Ministre de la Santé depuis le 6 mai 2025.
- Reem Alabali-Radovan (1990-)
  - Ministre de la Coopération économique et du Développement depuis le 6 mai 2025.
- Verena Hubertz (1987-)
  - Ministre du Logement, du Développement urbain et de la Construction depuis le 6 mai 2025.

## Accès aux portefeuilles
| Année | Nom                                | Ministère                 |
| ----- | ---------------------------------- | ------------------------- |
| 1961  | Elisabeth Schwarzhaupt             | Santé                     |
| 1968  | Aenne Brauksiepe                   | Famille                   |
| 1973  | Marie Schlei                       | Coopération économique    |
| 1982  | Dorothee Wilms                     | Éducation                 |
| 1989  | Gerda Hasselfeldt                  | Aménagement du territoire |
| 1992  | Sabine Leutheusser-Schnarrenberger | Justice                   |
| 1994  | Angela Merkel                      | Environnement             |
| 2001  | Renate Künast                      | Agriculture               |
| 2005  | Angela Merkel                      | Chancelière               |
| 2009  | Ursula von der Leyen               | Travail                   |
| 2013  | Ursula von der Leyen               | Défense                   |
| 2017  | Brigitte Zypries                   | Économie                  |
| 2021  | Nancy Faeser                       | Intérieur                 |
| 2021  | Annalena Baerbock                  | Affaires étrangères       |
| -     | -                                  | Finances                  |
| -     | -                                  | Transports                |

## Sous la RDA
- Elisabeth Zaisser (1898-1987)

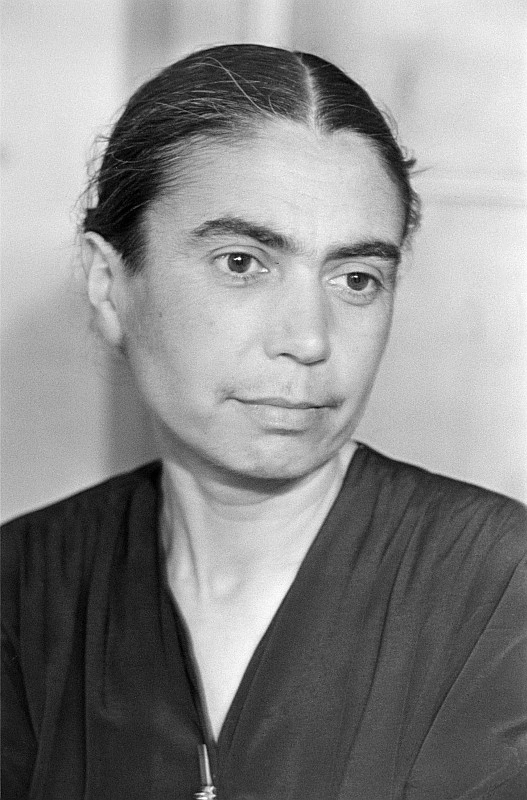
Hilde Benjamin vers 1947. Elle est l'une des premières ministres de la Justice de l'époque contemporaine dans le monde.

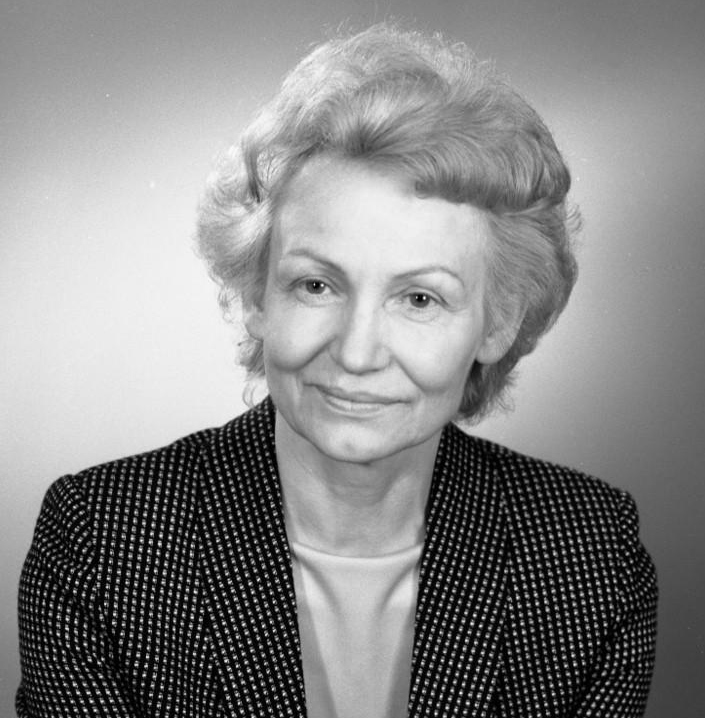
Margot Honecker est la ministre est-allemande restée le plus longtemps en poste (vingt-six ans, entre 1963 et 1989).

  - Ministre de l'Éducation de 1952 à 1954.
- Margot Honecker (1927-)
  - Ministre de l'Éducation de 1963 à 1989.
- Helga Labs (1940-)
  - Ministre de l'Éducation en 1989.
- Hilde Benjamin (1902-1989)
  - Ministre de la Justice du 15 juillet 1953 au 14 juillet 1967 (également première femme ministre de la Justice dans le monde contemporain).
- Uta Nickel (1941-)
  - Ministre des Finances de 1989 à 1990.
- Christa Luft (1938-)
  - Ministre de l'Économie de 1989 à 1990.
- Hannelore Mensch (1937-)
  - Ministre du Travail et des Salaires de 1989 à 1990.
- Tatjana Böhm
  - Ministre sans portefeuille entre février et avril 1990.
- Regine Hildebrandt (1941-2001)
  - Ministre du Travail et des Affaires sociales d'avril à août 1990.
- Christa Schmidt (1959-)
  - Ministre de la Famille et des Femmes en 1990.
- Cordula Schubert
  - Ministre de la Jeunesse et des Sports en 1990.
- Sybille Reider
  - Ministre du Commerce et du Tourisme en 1990.